# Greg Kinnear
Gregory (Greg) Kinnear (Logansport (Indiana), 17 juni 1963) is een Amerikaans acteur en televisiepersoonlijkheid. Hij werd voor zijn bijrol in As Good as It Gets genomineerd voor een Academy Award. Daarnaast kreeg hij onder meer een Daytime Emmy Award en een National Board of Review Award toegekend.

## Biografie

### Vroege jaren
Kinnear werd geboren als de zoon van huisvrouw Suzanne en carrièrediplomaat Edward Kinnear, die werkzaam was voor de United States Department of State. Hij heeft twee broers, James en Steve. In zijn jeugd reisde hij met zijn ouders naar plaatsen als Beiroet en Athene. Als student aan de American Community Schools in Athene werd Kinnear presentator van het radioprogramma 'School Daze With Greg Kinnear'. Na zijn terugkeer in de Verenigde Staten ging hij naar de Universiteit van Arizona waar hij in 1985 afstudeerde met een graad in de televisiejournalistiek.

### Carrière
Kinnear was de eerste presentator van de televisieshow Talk Soup van televisiezender E!. Dit leverde hem een Emmy Award op. In 1994 kreeg hij wederom als presentator van een talkshow zijn eerste grote televisierol, in de komische film Blankman met Damon Wayans in de hoofdrol. In 1995 speelde hij David Larrabee in Sabrina, een remake van Billy Wilders klassieker uit 1954. Daarna kreeg Kinnear de hoofdrol in Dear God uit 1996. In 1997 was hij te zien in James L. Brooks' blockbuster As Good as It Gets, waarvoor hij een Oscarnominatie ontving in de categorie Beste Mannelijke Bijrol. Daarna speelde Kinnear in de romantische komedie A Smile Like Yours, waarin hij samen met Lauren Holly een stel vormde dat probeert een kind te krijgen. De film werd matig beoordeeld door critici, in tegenstelling tot zijn volgende film, You've Got Mail, waarin hij naast Meg Ryan de rol van een columnist vertolkte.
In 2002 was Kinnear te zien in Auto Focus, een film die het leven beschrijft van acteur en moordenaar Bob Crane. Hij was in 2005 de tegenspeler van Pierce Brosnan in de zwarte komedie The Matador. Een jaar later had hij naast Steve Carell, Toni Collette en Alan Arkin een rol in de met een Oscar bekroonde komische dramafilm Little Miss Sunshine. Ook was Kinnear in die tijd naast Mark Wahlberg te zien in Invincible, gebaseerd op een waar gebeurd verhaal van een barman die probeert uit te komen voor het voetbalteam Philadelphia Eagles.

### Privéleven
Kinnear trouwde op 1 mei 1999 met Helen Labdon. Ze hebben samen drie dochters.

## Filmografie
- 2023 - You - Tom Lockwood
- 2019 - The Philosophy of Phil
- 2018 - House of Cards
- 2014 - Heaven Is for Real
- 2012 - Stuck in Love
- 2011 - Thin ice
- 2010 - The Last Song - Steve Miller
- 2009 - Green Zone - Clark Poundstone
- 2008 - Flash of Genius - Bob Kearns
- 2008 - Ghost Town - Frank Herlihy
- 2008 - Baby Mama - Rob Ackerman
- 2007 - Feast of Love - Bradley Smith
- 2006 - Unknown - Broken Nose
- 2006 - Invincible - Dick Vermeil
- 2006 - Fast Food Nation - Don Anderson
- 2006 - Little Miss Sunshine - Richard Hoover
- 2005 - Bad News Bears - Roy Bullock
- 2005 - Robots - Ratchet (stem)
- 2005 - The Matador - Danny Wright
- 2004 - Godsend - Paul Duncan
- 2003 - Stuck On You - Walt Tenor
- 2002 - We Were Soldiers - Maj. Bruce 'Snake' Crandall
- 2002 - Auto Focus - Bob Crane
- 2001 - Someone Like You... - Ray Brown
- 2000 - Loser - Professor Edward Alcott
- 2000 - The Gift - Wayne Collins
- 2000 - Nurse Betty Dr. David Ravell
- 2000 - What Planet Are You From? - Perry Gordon
- 1999 - Mystery Men - Captain Amazing / Lance Hunt
- 1998 - You've Got Mail - Frank Navasky
- 1997 - As Good as It Gets - Simon Bishop
- 1997 - A Smile Like Yours - Danny Robertson
- 1996 - Beavis and Butt-Head Do America - ATF Agent Bork (stem)
- 1996 - Dear God - Tom Turner
- 1995 - Sabrina - David Larrabee
- 1994 - Blankman - Talk Show Host